# Euchromius klimeschi
Euchromius klimeschi là một loài bướm đêm trong họ Crambidae.